# Георгий Кодин
Георгий Кодин (греч. Γεώργιος Κωδινός) — византийский писатель XV века (умер, предположительно, в 1450-е годы). Куропалат константинопольского дворца. Из-за его известности, Георгию приписывалось авторство двух трактатов: Patria Konstantinupoleos и «О должностях» (ныне в литературе используется имя «Псевдо-Кодин»). Ему также приписывали хронограф — краткую хронику от сотворения мира до падения Константинополя в 1453 году (османы там именуются «агарянами»); как исторический источник, она не имеет самостоятельного значения. Приписываемые ему сочинения были включены в свод византийских исторических источников И. Беккера (1837—1839) и «Patrologia Graeca» аббата Миня (том 157).

## Издания
- Geōrgios Kōdinos. GEORGIVS CODINVS CVROPALATA, DE OFFICIIS MAGNAE ECCLESIAE, ET AVLAE CONSTANTINOPOLITANAE: Ex versione P. IACOBI GRETSERI SOC. IESV,. — Paris : Typographia regia, 1648. — 422 p.
- Georgii Codini opera omnia // Patrologiae cursus completus: seu bibliotheca universalis, integra, uniformis, commoda, oeconomica, omnium SS. Patrum, doctorum scriptorumque ecclesiasticorum, sive latinorum, sive graecorum. — Lutetiae Parisiorum : Apud J.-P. Migne editorem, 1866. — Vol. 157. — 1268 p.